# Chlorid lutecitý
Chlorid lutecitý je anorganická sloučenina s chemickým vzorcem LuCl3.

## Příprava
Chlorid lutecitý lze připravit reakcí oxidu lutecitého nebo uhličitanu lutecitého s chloridem amonným:
Lu2O3 + 6 NH4Cl → 2 LuCl3 + 6 NH3 + 2 H2O
Lze jej také připravit z prvků:
2 Lu + 3 Cl2 → 2 LuCl3
Hexahydrát chloridu lutecitého lze připravit reakcí kovového lutecia s kyselinou chlorovodíkovou. Reakcí s chloridem thionylu jej lze převést na bezvodou formu.
2 Lu + 6 HCl → 2 LuCl3 + 3 H2

## Vlastnosti
Chlorid lutecitý je bezbarvá až bílá krystalická pevná látka. Vyskytuje se v bezvodé formě i ve formě hexahydrátu. Obě látky jsou rozpustné ve vodě. Chlorid lutecitý krystalizuje v jednoklonné soustavě typu chloridu hlinitého s prostorovou grupou C2/m (číslo 12).

## Využití
Čisté lutecium je možné získat redukcí chloridu lutecitého vápníkem za zvýšené teploty:
2 LuCl3 + 3 Ca → 2 Lu + 3 CaCl2
Lutecium-177 je radioizotop, který lze získat z chloridu lutecitého a je využíván v cílené léčbě rakoviny. Když se izotop lutecia 177 připojí k molekulám, které se zaměřují na buňky rakoviny, může záření, které lutecium-177 vydává zničit tyto buňky a zároveň ochránit okolní zdravou tkáň. Díky tomu je léčba za pomocí lutecia-177 užitečná u typů rakoviny, které se obvykle náročně léčí tradičními metodami, jako neuroendokrinní nádory a rakovina prostaty. Navíc chlorid lutecitý se využívá v scintilátorech, což jsou materiály které emitují světlo při vystavení záření. Tyto scintilátory jsou klíčová v detektorech gama záření a dalších vysokoenergetických částic. Využívají se jak v medicíně tak ve vědeckém výzkumu.